# Kærlighed på film
Kærlighed på film en dansk thrillerfilm fra 2007, instrueret og forfattet af Ole Bornedal.

## Eksterne Henvisninger
- Kærlighed på film på Internet Movie Database (engelsk)
- Kærlighed på film på Filmdatabasen
- Kærlighed på film på danskefilm.dk
- Kærlighed på film på danskfilmogtv.dk
- Kærlighed på film på Scope
- Kærlighed på film i Svensk Filmdatabas (svensk)
- Kærlighed på film på AlloCiné (fransk)
- Kærlighed på film på MovieMeter (nederlandsk)
- Kærlighed på film på AllMovie (engelsk)
- Kærlighed på film hos British Film Institute (engelsk)